# Vasilsoersk
Vasilsoersk (Russisch: Васильсурск) is een nederzetting met stedelijk karakter in het district Vorotynski van de Russische oblast Nizjni Novgorod aan de samenvloeiing van de Wolga (Tsjeboksaars Stuwmeer) met de Soera. De plaats bevindt zich op 152 kilometer ten oosten van Nizjni Novgorod en telde 1.329 inwoners bij de volkstelling van 2002 tegen nog 1.871 bij die van 1989. Er bevindt zich een scheepswerf en sinds 1993 ook het Russisch laboratorium voor ionosfeeronderzoek Soera (de Russische tegenhanger van het Amerikaanse HAARP).

## Geografische ligging
De plaats ligt tegen de grens met de autonome republiek Mari El op de rechteroever van de Wolga, nabij de instroom van de Soera en wordt vanwege haar pittoreske ligging ook wel het 'Zwitserland van de Wolga' genoemd. Rondom de plaats bevinden zich een aantal bezienswaardigheden, waaronder het 'Eikenbos van Peter' (Doebovaja Petrovskaja rosjtsja), dat door Peter de Grote zelf zou zijn geplant; de heilige Mari-bosschages Tsepelskaja (met de Soeprotivny-bron) en Arpyngel, waar planten van de Russische regionale rode lijst kunnen worden gevonden, zoals de vaste Judaspenning (Lunaria rediviva). Door het werk van de vroeg-20e-eeuwse etnograaf N.N. Ogloblina is bekend geworden dat gedacht wordt dat de Tsepelskaja-bosschage mogelijk de woonplaats vormde van de oppergod van de Berg-Mari, Koegoe Joemo en het belangrijkste heiligdom vormde van de Berg-Marihoofdstad Tsepel, die in 1523 door Russische troepen werd verwoest. Het eikenbos is echter altijd een plek van aanbidding voor de Berg-Mari gebleven en is dat nog altijd. Elk jaar komen in de nacht van 11 september inwoners uit Mari El naar het bos om er te bidden.

## Geschiedenis
In 1523 werd een massamoord gepleegd op Russische handelaren op de Arskoj-markt in Kazan, waarbij ongeveer 1000 mensen omkwamen, inclusief de ambassadeur van grootvorst Vasili III. Deze brak daarop uit in woede en trok met zijn leger op naar Kazan. In Nizjni Novgorod aangekomen, bleef Vasili hier achter met zijn zoons en stuurde zijn militaire leiders, vojevoda's Vasili en Aleksandr uit de Sjoejski-familie vooruit. Vasili trok met zijn leger met boten over de Wolga en Aleksandr met zijn leger langs de rechteroever van deze rivier.
Beiden arriveerden bij de monding van de Soera en verwoestten hier de versterkte Mari-stad Tsepel, waarop ze hier aan de rechteroever van de Wolga een fort bouwden, die ze Vasiljev-Novgorod ('nieuwe stad van Vasili') noemden ter ere van grootvorst Vasili. De naam van deze stad werd al snel verkort tot Vasilgorod, Vasilsoersk of gewoon Vasil, zoals de stad nog altijd wordt genoemd.

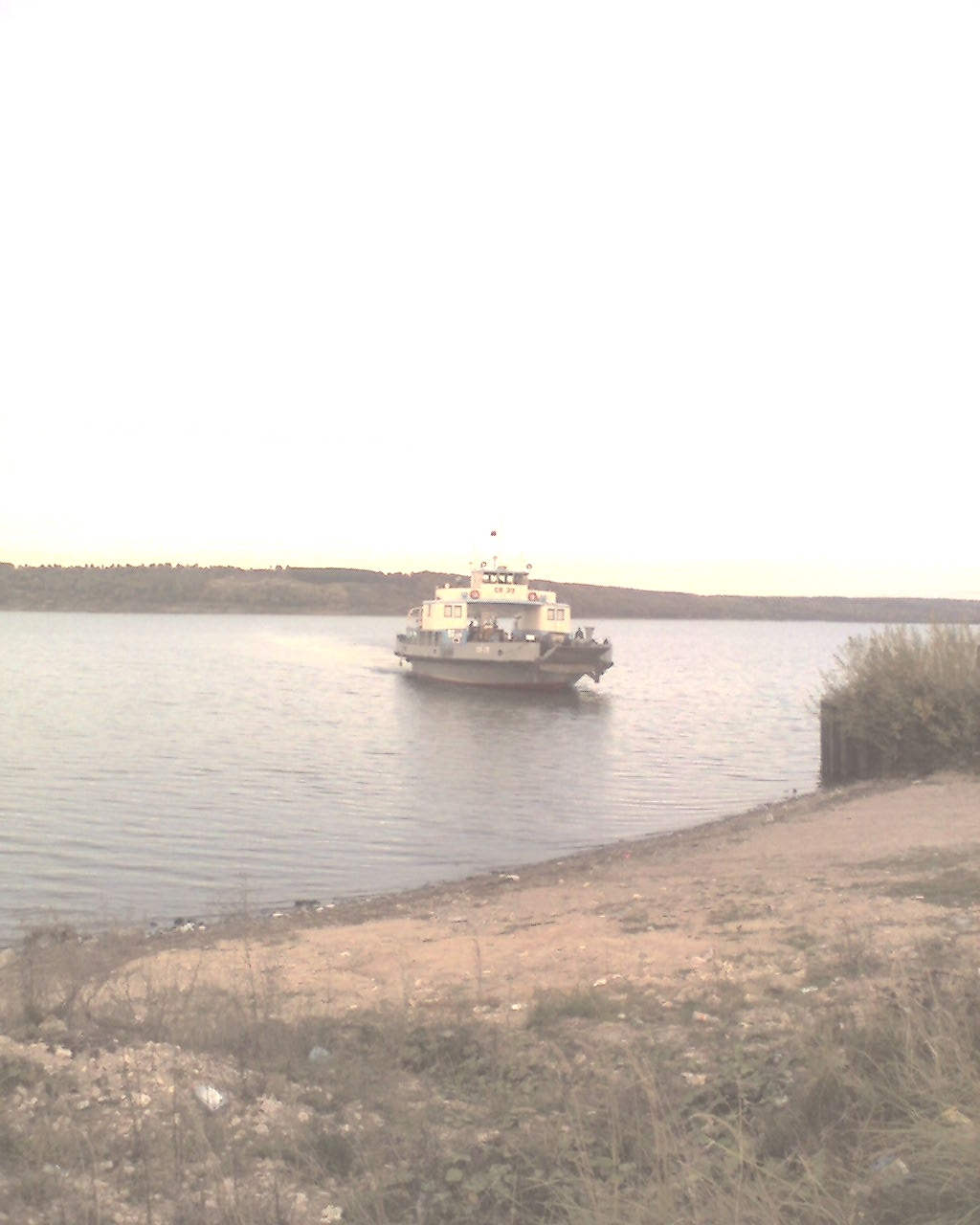
Veerpont over de Wolga nabij Vasilsoersk

Op de eerste dag van het nieuwe jaar 7032 AM (1 september 1523) werd de stad gesticht. Voor de veiligheid van de stad, die zich op de Mari-landen van het kanaat Kazan bevond, werd een wal opgeworpen en een stenen ostrog gebouwd. Een jaar later kreeg Vasilgorod een permanente markt, die daarop naar Makarjevo werd verplaatst en vervolgens in 1817 naar Nizjni Novgorod; de Makarjevmarkt.
In de kerstnacht van 1536 werd het gebied rond Nizjni Novgorod plotseling aangevallen door de Kazanners, die de regio rond de Wolga plunderden, met name de dorpen rond Nizjni Novgorod. Bij Vasilsoersk landden destijds de eerste Kazanse troepen. In 1539 kwam de stad opnieuw onder Kazans vuur, toen troepen uit Kazan twee jaar lang de regio rond Nizjni Novgorod, Balachna en andere steden in de buurt onveilig maakten.
Toen troepen van Ivan de Verschrikkelijke Kazan uiteindelijk innamen in 1552, stopten de verwoestende aanvallen van de Kazanners, maar verloor ze tevens haar strategische positie aangezien de Russische grens hierdoor naar het oosten was verschoven. Deze neergang als grenspost was al een jaar eerder ingezet in 1551, toen Svijazjsk als bolwerk vlak bij Kazan werd opgezet.
In 1779 kreeg Vasilsoersk de status van oejezdstad en werd hernoemd tot Vasil en op 16 augustus 1781 kreeg ze haar stadswapen. In 1927, bij de bestuurlijke hervormingen in het kader van de opkomende autonome gebieden, werd een district rond de plaats opgericht en werd de plaats gedegradeerd tot posjolok binnen de oblast Nizjni Novgorod.
Tijdens de Grote Vaderlandse Oorlog werd de balletschool van het Bolsjojtheater in de plaats ondergebracht, waar op dat moment de latere sovjetballetsterren Raisa Stroetsjkova en Aleksandr Raoeri studeerden. Twee inwoners van de plaats (Vasili Morozov en Nikolaj Massonov) kregen de titel Held van de Sovjet-Unie voor hun prestaties aan het front.